# Rołan Gusiew
Rołan Aleksandrowicz Gusiew, ros. Ролан Александрович Гусев (ur. 17 września 1977 w Aszchabadzie) – rosyjski piłkarz grający na pozycji prawego pomocnika.

## Kariera klubowa
Gusiew urodził się w mieście Aszchabad, leżącym obecnie w Turkmenistanie. W wieku 9 lat wyjechał z rodzicami do Moskwy i tam też zaczął uczęszczać do piłkarskiej szkółki Dynama Moskwa. Do pierwszego zespołu trafił w 1996 i wtedy też zadebiutował w rozgrywkach Premier Ligi. W 1997 rzadko grywał w pierwszym składzie zespołu, a Dynamo zajęło 3. miejsce w lidze. Był to jednak jedyny sukces Gusiewa w barwach tego zespołu. W Dynamie występował przez 6 sezonów, wystąpił w 127 spotkaniach, w których zdobył 22 bramki.
W 2002 roku Gusiew przeniósł się do lokalnego rywala Dynama, CSKA Moskwa. Wraz z przejściem do CSKA rozpoczęło się pasmo sukcesów w karierze. W 2002 roku najpierw wywalczył Puchar Rosji, a następnie wicemistrzostwo Rosji. Od razu stał się czołowym zawodnikiem CSKA, a zdobywając 15 goli w sezonie został królem strzelców ligi wraz z klubowym kolegą, Dmitrijem Kiriczenką. W 2003 Gusiew po raz pierwszy w karierze został mistrzem kraju, a także wystąpił w rozgrywkach grupowych Ligi Mistrzów. W 2004 roku zdobył Superpuchar Rosji oraz wicemistrzostwo Rosji. Następne osiągnięcia przyszły w 2005 roku. Najpierw nastąpiło zdobycie Pucharu UEFA – Gusiew wystąpił w wygranym 3:1 finale ze Sportingiem. W tym samym roku wywalczył inne sukcesy: mistrzostwo Rosji oraz Puchar Rosji. W 2006 roku kolejnym osiągnięciem zawodnika był drugi z rzędu dublet: mistrzostwo plus krajowy puchar. W 2007 roku był z CSKA trzeci w Premier Lidze.
Na początku 2008 roku Gusiew zmienił barwy klubowe i przeszedł do ukraińskiego Dnipra Dniepropietrowsk. Na początku 2009 został wypożyczony do Arsenału Kijów. Po wygaśnięciu kontraktu z Dniprem na początku grudnia 2010 podpisał nowy kontrakt z Arsenałem Kijów.
| Sezon   | Klub                    | Kraj    | Rozgrywki               | Mecze | Bramki |
| ------- | ----------------------- | ------- | ----------------------- | ----- | ------ |
| 1994    | Dinamo Moskwa-2         | Rosja   | Wtoroj diwizion         | 25    | 3      |
| 1995    | Dinamo Moskwa-2         | Rosja   | Wtoroj diwizion         | 22    | 5      |
| 1996    | Dinamo Moskwa-2         | Rosja   | Wtoroj diwizion         | 12    | 8      |
| 1996    | Dinamo Moskwa           | Rosja   | Priemjer-Liga           | 16    | 0      |
| 1997    | Dinamo Moskwa           | Rosja   | Priemjer-Liga           | 7     | 0      |
| 1998    | Dinamo Moskwa           | Rosja   | Priemjer-Liga           | 17    | 1      |
| 1999    | Dinamo Moskwa           | Rosja   | Priemjer-Liga           | 30    | 5      |
| 2000    | Dinamo Moskwa           | Rosja   | Priemjer-Liga           | 30    | 12     |
| 2001    | Dinamo Moskwa           | Rosja   | Priemjer-Liga           | 27    | 4      |
| 2002    | CSKA Moskwa             | Rosja   | Priemjer-Liga           | 29    | 15     |
| 2003    | CSKA Moskwa             | Rosja   | Priemjer-Liga           | 25    | 9      |
| 2004    | CSKA Moskwa             | Rosja   | Priemjer-Liga           | 28    | 4      |
| 2005    | CSKA Moskwa             | Rosja   | Priemjer-Liga           | 25    | 4      |
| 2006    | CSKA Moskwa             | Rosja   | Priemjer-Liga           | 18    | 1      |
| 2007    | CSKA Moskwa             | Rosja   | Priemjer-Liga           | 16    | 0      |
| 2007/08 | Dnipro Dniepropietrowsk | Ukraina | Wyszcza Liha            |       |        |
|         |                         |         | Łącznie w Premier Lidze | 268   | 55     |

## Kariera reprezentacyjna
W reprezentacji Rosji Gusiew zadebiutował 31 maja 2000 w zremisowanym 1:1 meczu ze Słowacją. Wcześniej zaliczył 10 występów w drużynie U-21 i zdobył dla niej 5 goli. W 2004 został powołany do kadry na Euro 2004. Tam wystąpił w dwóch spotkaniach grupowych: przegranym 0:1 z Hiszpanią (żółta kartka) oraz wygranym 2:1 z Grecją (asysta).